# Salcazor (Siunique)
Salcazor (em armênio: Ծաղկա‎ձոր; romaniz.: Całkajor) foi uma aldeia do distrito (gavar) de Vaiose Zor, na província de Siúnia do Reino da Armênia. De acordo com uma inscrição do Novo Mosteiro, hoje localizado na província de Vaiose Zor, na Armênia, no século XIII Simbácio Orbeliano fez um jardim nessa aldeia, que foi doado às dependências do mosteiro.